# Ukrainische Botschaft in Dakar

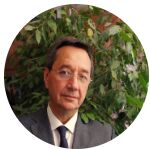
Jurij Pywowarow, Botschafter seit 2021

Die ukrainische Botschaft in Dakar ist die diplomatische Vertretung der Ukraine in der Republik Senegal. Das Botschaftsgebäude befindet sich im Stadtbezirk Ngor (Almadies) im Westen der Hauptstadt Dakar.

## Diplomatische Beziehungen
Nach dem Zerfall der Sowjetunion erklärte sich die Ukraine im August 1991 für unabhängig. Senegal erkannte die Unabhängigkeit der Ukraine an und am 25. November 1992 wurden die diplomatischen Beziehungen aufgenommen. Die Botschaft in Dakar wurde im Juni 2012 eröffnet. Der Botschafter Andrij Sajaz war im Juni 2008 ernannt worden und hatte Ende Dezember 2009 sein Beglaubigungsschreiben in Dakar überreicht. Er residierte zunächst in Conakry und von August 2012 bis Juli 2013 in Dakar. Sein Nachfolger war von 2014 bis 2019 Oleksandr Owtscharow.
Seit 2021 besteht ein senegalesisches Honorarkonsulat in Ternopil.
Außerordentlicher und bevollmächtigter Botschafter der Ukraine in Senegal ist seit September 2021 Jurij Pywowarow. Von 2019 bis 2021 hatte ein Geschäftsträger die Botschaft geleitet. Mit Sitz in Dakar ist Pywowarow auch Botschafter der Ukraine in Côte d’Ivoire, Guinea, Guinea-Bissau und Liberia.

## Konsulareinrichtungen der Ukraine in Senegal und ihre Zuständigkeit
Die Konsularabteilung der Botschaft betreut einen Bezirk der die Länder Äquatorialguinea, Benin, Burkina Faso, Côte d'Ivoire, Gabun, Gambia, Guinea, Guinea-Bissau, Kamerun, Kap Verde, Republik Kongo, Liberia, Mali, Senegal, Sierra Leone und Togo umfasst. Honorarkonsulate bestehen in Abidjan in Côte d'Ivoire, Brazzaville in der Republik Kongo, Conakry in Guinea und Monrovia in Liberia.

## Belege
1. 1 2  Ukrainische Botschaft: Political relations between Ukraine and the Republic of Senegal. Englisch, abgerufen am 29. Mai 2025.
2. ↑  Ukrainische Botschaft: History of the Embassy. Englisch, abgerufen am 29. Mai 2025.
3. 1 2  Ukrainische Botschaft: «З історії Посольства». Ukrainisch, abgerufen am 29. Mai 2025.
4. ↑  Ukrainische Botschaft: Consular district of the Embassy. Englisch, abgerufen am 29. Mai 2025.
5. ↑  Ukrainische Botschaft: Honorary Consulates. Englisch, abgerufen am 29. Mai 2025.

Koordinaten: 14° 44′ 41,4″ N, 17° 30′ 37,1″ W